# Villaquejida
Villaquejida es un municipio y villa española de la provincia de León, en la comunidad autónoma de Castilla y León. Cuenta con una población de 803 habitantes (INE 2024).

## Geografía
Integrado en la comarca de Vega de Toral, se sitúa a 57 kilómetros de León. El término municipal está atravesado por la Autovía Ruta de la Plata (A-66) y por la carretera N-630, entre los pK 195 y 198, además de por las carreteras provinciales LE-412, que conecta con La Antigua, LE-510, que se dirige hacia Campazas y Fuentes de Ropel, y LE-524, que conecta con Villafer y Valderas.
El relieve está definido por la vega del río Esla. La altitud oscila entre los 795 metros al oeste, en el monte de Villaquejida, y los 710 metros al sur, a orillas del río Esla. El pueblo se alza a 773 metros sobre el nivel del mar.
Los municipios limítrofes con Villaquejida son:
| Noroeste: La Antigua                | Norte: Villamandos y Villaornate y Castro                                                 | Noreste: Campazas                                                     |
| Oeste: La Antigua                   |                                                                                           | Este: Valderas                                                        |
| Suroeste: Matilla de Arzón (Zamora) | Sur: Cimanes de la Vega, Fuentes de Ropel (Zamora) y San Cristóbal de Entreviñas (Zamora) | Sureste: Valdescorriel (Zamora) y Matilla de Arzón (exclave) (Zamora) |

### Hidrografía
El río que discurre por el término municipal, al este del pueblo, es el Esla, el antiguo Astura, siendo este el principal río de la provincia de León y de los afluentes del Duero. En esta zona transcurre su curso medio, siendo un río bastante caudaloso.
Desde épocas remotas del Esla se extrajeron cauces artificiales para regar las vegas. Entre ellos destaca el canal del Esla del siglo XIX que también transcurre por el municipio.

## Demografía
Cuenta con una población de 803 habitantes (INE 2024).
| Gráfica de evolución demográfica de Villaquejida entre 1857 y 2021 |
| |
| Población de derecho según los censos de población del INE. Población de hecho según los censos de población del INE. En 1857 aparece este municipio porque se segrega de Cimanes de la Vega. En 1981 crece el término del municipio porque incorpora a Villafer. |

## Comunicaciones
El pueblo se encuentra a unos 53 km al sur de la ciudad de León. Se accede por carretera a través de las siguientes vías:
- A-66 (Gijón-Sevilla) (Autovía Ruta de la Plata)
- N-630, (Gijón-Sevilla), denominada Ruta de la Plata.
- LE-412 que conecta a Villaquejida (N-630) con Roperuelos del Páramo (N-VI)
- LE-524 que conecta a Villaquejida (N-630) con el límite provincial con Zamora, entre Valderas y Castroverde de Campos (ZA-524).

La localidad se encuentra muy próxima al nudo de Benavente, donde tanto la A-66 como la N-630 permiten conectar con la A-6, por la que se puede continuar hacia Madrid o La Coruña y con la A-52, que se dirige hacia Vigo. A unos 60 kilómetros al norte se encuentra el gran nudo de comunicaciones de La Virgen del Camino, que conecta la A-66 con la AP-71 (Astorga), la LE-30 (circunvalación sur de León), la AP-66 (tramo de peaje de la Vía de la Plata), y la N-120 (Vigo).

## Símbolos
Escudo de azur, un león de oro surmontado de cruz patada de oro, flanqueada por dos lises del mismo metal. Jefe de oro, con una encina de sinople flanqueada por dos racimos del mismo color. Al timbre corona real española.
La bandera, de plata cruz de azur cargada de cuatro lises de oro una en cada extremo de la cruz, escusón de oro una encima de sinople (proporción 1:1).

## Administración y política

### Administración municipal
La administración política del municipio se realiza a través de un ayuntamiento de gestión democrática, cuyos componentes se eligen cada cuatro años por sufragio universal. El censo electoral está compuesto por todos los residentes empadronados en Villaquejida, mayores de 18 años y con nacionalidad de cualquiera de los países miembros de la Unión Europea. Según lo dispuesto en la Ley del Régimen Electoral General, que establece el número de concejales elegibles en función de la población del municipio, la corporación municipal está formada por siete ediles.
| Partido político | 1979    | 1979       | 1983    | 1983       | 1987    | 1987       | 1991    | 1991       | 1995    | 1995       | 1999    | 1999       |
| Partido político | % votos | concejales | % votos | concejales | % votos | concejales | % votos | concejales | % votos | concejales | % votos | concejales |
| Unión de Centro Democrático (UCD) | 38,85   | 4          | -       | -          | -       | -          | -       | -          | -       | -          | -       | -          |
| Partido Socialista Obrero Español (PSOE) | 28,60   | 3          | 40,87   | 4          | 26,53   | 3          | 28,93   | 3          | 41,99   | 4          | 27,68   | 3          |
| Agrupación de Electores (AE) | 17,63   | 1          | -       | -          | -       | -          | -       | -          | -       | -          | -       | -          |
| Coalición Democrática (CD) | 14,93   | 1          | -       | -          | -       | -          | -       | -          | -       | -          | -       | -          |
| Partido Popular (PP) (Alianza Popular-Partido Demócrata Popular-Unión Liberal (AP-PDP-UL) en 1983, Federación de Partidos de Alianza Popular (AP) en 1987) | -       | -          | 20,81   | 2          | 26,24   | 2          | 14,83   | 1          | 32,61   | 3          | 45,45   | 5          |
| Independientes (INDEP) | -       | -          | 19,61   | 1          | -       | -          | 18,50   | 2          | -       | -          | -       | -          |
| Partido Demócrata Liberal (PDL) | -       | -          | 9,80    | 1          | -       | -          | -       | -          | -       | -          | -       | -          |
| Centro Democrático y Social (CDS) | -       | -          | 8,90    | -          | 29,45   | 3          | 16,15   | 1          | -       | -          | -       | -          |
| Partido Demócrata Popular (PDP) | -       | -          | -       | -          | 14,14   | 1          | -       | -          | -       | -          | -       | -          |
| Unión Progresista Independiente (UPI) | -       | -          | -       | -          | -       | -          | 20,12   | 2          | -       | -          | -       | -          |
| Independientes Por León (IPL) | -       | -          | -       | -          | -       | -          | -       | -          | 14,72   | 1          | -       | -          |
| Unión del Pueblo Leonés (UPL) | -       | -          | -       | -          | -       | -          | -       | -          | 8,66    | 1          | 16,01   | 1          |
| Izquierda Unida (IU) | -       | -          | -       | -          | -       | -          | -       | -          | -       | -          | 8,68    | -          |

| Partido político                                        | 2003    | 2003       | 2007    | 2007       | 2011    | 2011       | 2015    | 2015       |
| Partido político                                        | % votos | concejales | % votos | concejales | % votos | concejales | % votos | concejales |
| Partido Popular (PP)                                    | 41,53   | 4          | 39,62   | 4          | 30,44   | 2          | 31,03   | 2          |
| Partido Socialista Obrero Español (PSOE)                | 36,51   | 4          | 43,89   | 4          | 15,50   | 1          | 9,31    | -          |
| Unión del Pueblo Leonés (UPL)                           | 17,86   | 1          | 10,90   | 1          | 22,19   | 2          | 4,66    | -          |
| Partido Autonomista Leonés - Unidad Leonesista (PAL-UL) | -       | -          | 4,12    | -          | -       | -          | -       | -          |
| Agrupación de Electores Otro Aire (A.E. OTRO AIRE)      | -       | -          | -       | -          | 30,01   | 2          | 52,41   | 5          |

### División administrativa
En el municipio, además de la cabecera, se encuentra la localidad de Villafer. Regidas ambas por Juntas Vecinales que administran los bienes de cada pueblo y convocan los concejos para tratar distintos asuntos.

## Cultura

### Arquitectura

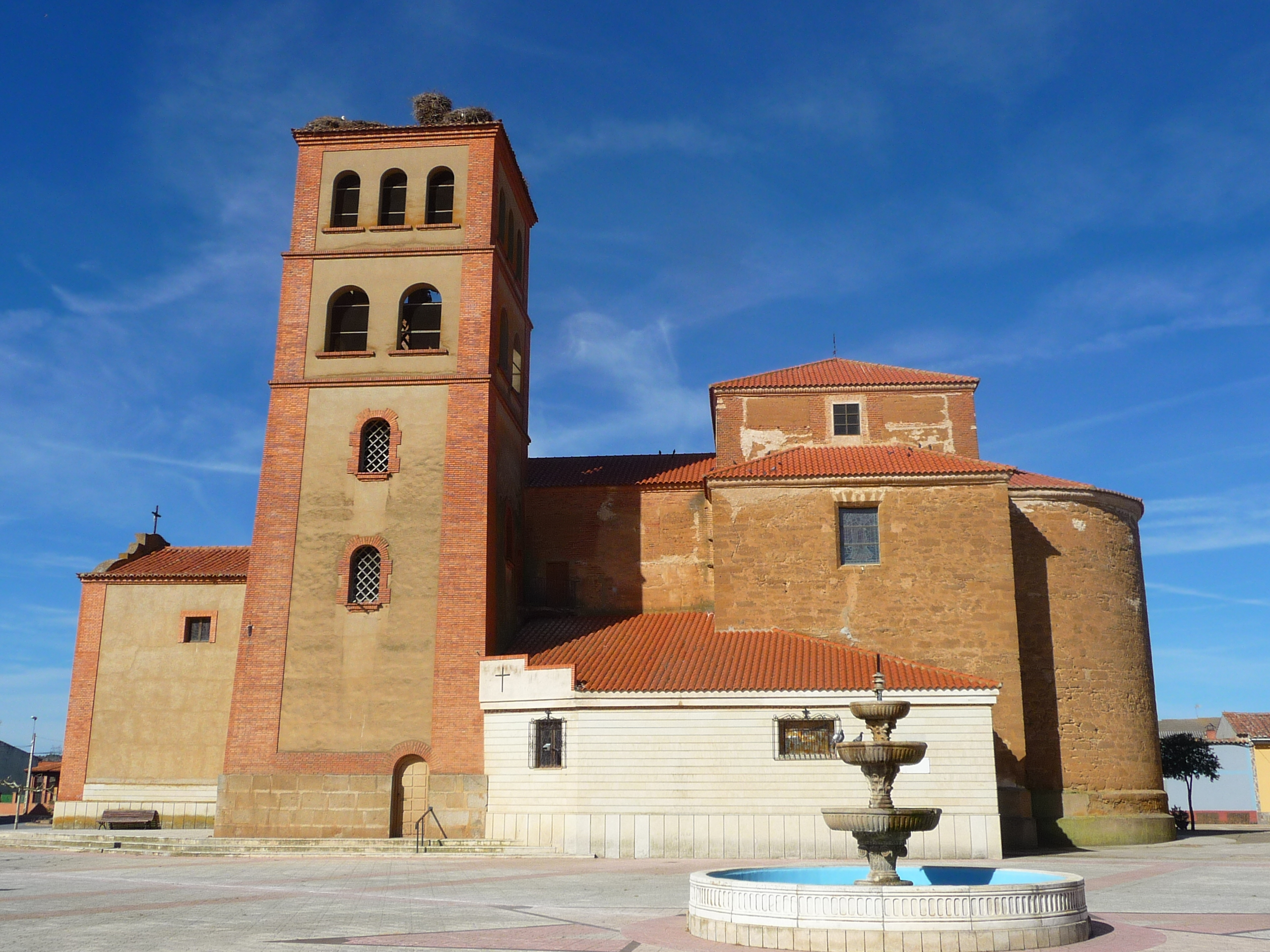
Iglesia

Si hay un edificio destacable en la localidad es la Iglesia de Santa María de las Eras, localizada junto al ayuntamiento. En su interior o más bien formando parte de la misma se encuentra la capilla del Santo Cristo de Villaquejida, donde se alberga una imagen del Santo Cristo datada a principios del siglo XVI.
Además cabe destacar, respecto a la arquitectura de la zona, las bodegas excavadas a pico en el monte de encinas situado al norte del municipio. Así como las casas populares edificadas usando el barro, ya sea en forma de adobe, ladrillo o tapial. El mejor ejemplo de este tipo de arquitectura en el municipio se observa en el monumento al adobe, construido por los vecinos en 2008 y situado junto al polideportivo villa de encinas.

### Fiestas
Santo Toribio de Mogrovejo
Fiesta en honor al patrono del municipio celebrada el 27 de abril.
El Cristo
Siendo el día grande el 14 de septiembre, las fiestas del Cristo de Villaquejida son las principales fiestas del municipio, abarcado un periodo de cuatro días en torno al día grande.
Romería Voto de la Villa en la Ermita de la Virgen de la Vega
Al igual que algunas de las poblaciones vecinas, al llegar mayo se celebra la romería a la ermita de la Virgen de la Vega, situada en la población vecina de Cimanes de la Vega. La romería es celebrada el 8 de mayo.